# Villaodrid
Villaodrid (llamada oficialmente Santiago de Vilaoudriz) es una parroquia y una aldea española del municipio de Puente Nuevo, en la provincia de Lugo, Galicia.

## Otras denominaciones
La parroquia también es conocida por el nombre de Santiago de Villaodrid.

## Geografía humana

### Organización territorial
La parroquia está formada por dos entidades de población:
- Salmeán
- Villaodrid (Vilaoudriz)

### Demografía
| Gráfica de evolución demográfica de Villaodrid entre 1842 y 1960 |
| |
| Población de derecho según los censos de población del INE Población de hecho según los censos de población del INEEntre el censo de 1970 y el anterior, este municipio desaparece porque se agrupa en el municipio 27048 (Puente Nuevo Villaodrid) |

#### Parroquia
| Gráfica de evolución demográfica de Villaodrid (parroquia) entre 2000 y 2022 |
|                                                                              |
| Datos según el nomenclátor publicado por el INE.                             |

#### Aldea
| Gráfica de evolución demográfica de Villaodrid (aldea) entre 2000 y 2022 |
|                                                                          |
| Datos según el nomenclátor publicado por el INE.                         |